# Richmond, Texas
Richmond är administrativ huvudort i Fort Bend County i Texas. Orten fick sitt namn efter Richmond i England och blev countyhuvudort 1837. Mirabeau B. Lamar hade sin plantage utanför Richmond men numera ligger platsen innanför kommunens gränser. Lamar, som hade tjänstgjort som Republiken Texas president och vicepresident, dog på sin plantage och ligger begravd i Richmond. Enligt 2010 års folkräkning hade Richmond 11 679 invånare.